# Thereva albovittata
Thereva albovittata är en tvåvingeart som beskrevs av Gabriel Strobl 1909. Thereva albovittata ingår i släktet Thereva och familjen stilettflugor. Inga underarter finns listade i Catalogue of Life.